# Ташмухамедов, Мастибек Давлятович
Мастибе́к Давля́тович Ташмухаме́дов (тадж. Мастибек Тошмуҳаммадов; 24 декабря 1908 — 22 ноября 1988) — советский военный деятель, политработник, генерал-майор (1962), первый генерал из Таджикской ССР.

## Биография
Родился 24 декабря 1908 года в селе Поршнев, ныне Шугнанского района, Горно-Бадахшанской автономной области Республики Таджикистан.
Учился в школе-интернате города Хорог. После окончания школы поступил в Ташкентский педагогический институт. Одним из первых в Таджикистане в 1923 году вступил в ряды комсомола.
В 1929 году, после окончания института, назначен секретарём Кангуртского райкома комсомола Кулябской области. Затем последовательно занимал должности секретаря Кулябского окружного комитета ВЛКСМ Таджикистана и заведующего военно-физкультурным отделом Среднеазиатского краевого комитета ВЛКСМ.
В 1932—1934 годах — первый секретарь ЦК ЛКСМ Таджикистана.
В 1935 году приказом Наркома Обороны СССР и постановлением Бюро ЦК КП Таджикистана Мастибек Ташмухамедов назначен заместителем командира по политчасти 47-го кавалерийского полка 20-й кавалерийской дивизии. Тогда же он направляется на учёбу в военно-политическую академию им. Толмачева в город Ленинград. После окончания Высших курсов военно-политической академии в 1937 году М. Д. Ташмухамедов возвращается в Душанбе на должность заместителя начальника политотдела 20-й кавалерийской дивизии.
В 1937 году, как близкий родственник «врага народа» Шириншо Шотемора уволен из РККА и арестован. После освобождения из-под следствия работал в Институте усовершенствования педагогических работников в городе Душанбе.
В связи с началом Великой Отечественной войны в августе 1941 года был восстановлен в РККА и назначен старшим инструктором политотдела 389-й стрелковой дивизии, которая формировалась в Ташкенте. С апреля 1942 года по апрель 1943 года — заместитель начальника политотдела 389-й стрелковой дивизии.
Во время боев в районе станиц Ищерская и Наурская (ныне Наурский район Чеченской республики) с 23 по 27 августа 1942 года батальонный комиссар Ташмухамедов М. Д. находился в боевых порядках 1279-го стрелкового полка 389-й стрелковой дивизии. Вместе с 5-й и 6-й стрелковыми ротами 1279-го стрелкового полка участвовал в боях и своим личным примером воодушевлял бойцов и командиров в наступлении. Приказом № 012/н от 15 октября 1942 года 44-й Армии Закавказского фронта награждён Медалью «За отвагу».
С апреля 1943 года и до окончания войны — заместитель командира 545-го стрелкового полка 389-й стрелковой дивизии по политчасти.
После Великой Отечественной войны служил в Туркестанском Военном Округе. В 1949 году окончил военный институт в Ашхабаде, а в 1957 году — Военно-политическую академию им. В. И. Ленина.
В 1957—1970 годах — военный комиссар Таджикской ССР. В 1962 году присвоено звание генерал-майор. С 1957 по 1963 год был членом ЦК Компартии Таджикистана. С 1957 по 1971 год избирался депутатом Верховного Совета Таджикской ССР.
С 1970 года М. Д. Ташмухамедов на пенсии.
Умер 22 ноября 1988 года. Похоронен на кладбище «Сари Осиё».

## Награды
- 2 ордена Красного Знамени
- 3 ордена Отечественной войны 1-й и 2-й степеней
- 3 ордена Красной Звезды
- Орден «Знак Почёта»
- Медаль «За отвагу»
- Медаль «За боевые заслуги»
- Заслуженный работник культуры Таджикистана[4]

## Память
В 2008 году в ознаменование 100-летней годовщины со дня рождения Мастибека Ташмухамедова был торжественно открыт памятник на территории военного лицея в городе Душанбе.